# Diocesi di Scopelo di Emimonto
La diocesi di Scopelo di Emimonto (in latino: Dioecesis Scopelensis in Haemimonto) è una sede soppressa del patriarcato di Costantinopoli e una sede titolare della Chiesa cattolica.

## Storia
Scopelo, identificabile con Eski-Poloz (Yoğuntaş) a nord-ovest di Kırklareli in Turchia, fu una sede vescovile della provincia romana dell'Emimonto nella diocesi civile di Tracia. Faceva parte del patriarcato di Costantinopoli ed era suffraganea dell'arcidiocesi di Adrianopoli.
La diocesi è menzionata per la prima volta nella Notitia Episcopatuum attribuita all'imperatore Leone VI e databile agli inizi del X secolo. Alcune Notitiae del XIV secolo la annoverano tra le sedi metropolitane del patriarcato. Ma come altre metropolie effimere, anche Scopelo dovette ben presto essere retrocessa al rango inferiore, già prima della conquista turca, epoca in cui di questa sede non si conosce più nulla.
A questa diocesi Le Quien assegna come primo vescovo san Regino, menzionato nel sinassario greco, che avrebbe preso parte al concilio di Sardica e che, secondo la tradizione cristiana, avrebbe subito il martirio durante le persecuzioni ordinate dall'imperatore Flavio Claudio Giuliano.
Le fonti conciliari attestano l'esistenza di due vescovi. Al secondo concilio di Nicea nel 787 prese parte il vescovo Rubino. Bardanes partecipò al concilio di Costantinopoli dell'879-880 che riabilitò il patriarca Fozio, e il suo nome appare nelle liste conciliari dopo quello del metropolita Filippo di Adrianopoli.
Un sigillo episcopale dell'XI secolo riporta il nome del vescovo Costantino, che Vitalien Laurent assegna alla diocesi di Tracia, piuttosto che a quella omonima di Tessaglia. Tuttavia altri autori fanno notare che questo sigillo riporta anche l'immagine con l'iscrizione di san Regino (o Rigino), che sarebbe stato vescovo di Scopelo in Tessaglia, dove è oggi venerato; ne consegue che anche Costantino apparterrebbe alla sede greca e non a quella di Emimonto.
Dal 1933 Scopelo di Emimonto è annoverata tra le sedi vescovili titolari della Chiesa cattolica; la sede è vacante dal 7 settembre 2003. Il suo unico titolare è stato finora Ivan Marghitych, eparca ausiliare di Mukačevo in Ucraina.

## Cronotassi

### Vescovi greci
- San Regino ? † (circa 344 - circa 362/363)[12]
- Rubino † (menzionato nel 787)
- Bardanes † (menzionato nell'879)[12]
- Costantino ? † (menzionato nell'XI secolo)

### Vescovi titolari
- Ivan Marghitych † (16 gennaio 1991 - 7 settembre 2003 deceduto)